# Стрэдлинг, Гарри (старший)
Гарри Стрэдлинг — старший (англ. Harry Stradling Sr.; 1 сентября 1901 — 14 февраля 1970) — американский кинооператор. Двукратный лауреат премии «Оскар» за лучшую операторскую работу в фильмах «Портрет Дориана Грея» и «Моя прекрасная леди».

## Биография
Родился 1 сентября 1901 года в городе Ньюарк, США. С 1920 года начал работать кинооператором. Известен по фильмам «Подозрение» и «Мистер и миссис Смит» Альфреда Хичкока, «Портрет Дориана Грея» режиссёра Альберта Левина, «Трамвай „Желание“» Элиа Казана, а также по картинам «Парни и куколки», «Моя прекрасная леди» и «Хелло, Долли!». Состоял в Американском обществе кинооператоров. Его сын Гарри Стрэдлинг — младший (1925—2017) также работал кинооператором.
Умер 14 февраля 1970 года в Голливуде, США.

## Избранная фильмография
- 1934 — Большая игра / Le Grand jeu (реж. Жак Фейдер)
- 1935 — Героическая кермесса / La Кermesse Héroïque (реж. Жак Фейдер)
- 1938 — Развод леди Икс / The Divorce Of Lady X (реж. Тим Уэлан)
- 1938 — Пигмалион / Pygmalion (реж. Энтони Асквит, Лесли Говард)
- 1939 — Таверна «Ямайка» / Jamaica Inn (реж. Альфред Хичкок)
- 1941 — Мистер и миссис Смит / Mr. & Mrs. Smith (реж. Альфред Хичкок)
- 1941 — Подозрение / Suspicion (реж. Альфред Хичкок)
- 1942 — Нацистский агент / Nazi Agent (реж. Жюль Дассе́н )
- 1943 — Человеческая комедия / The Human Comedy (реж. Кларенс Браун)
- 1945 — Портрет Дориана Грея / The Picture Of Dorian Gray (реж. Альберт Левин)
- 1950 — Край гибели / Edge of Doom (реж. Марк Робсон)
- 1951 — Трамвай «Желание» / A Streetcar Named Desire (реж. Элиа Казан)
- 1952 — Ангельское лицо / Angel Face (реж. Отто Премингер)
- 1952 — Андрокл и лев / Androcles and the Lion (реж. Честер Эрскин, Николас Рэй)
- 1954 — Джонни Гитара / Johnny Guitar (реж. Николас Рэй)
- 1955 — Парни и куколки / Guys and Dolls (реж. Джозеф Манкевич)
- 1957 — Лицо в толпе / A Face in the Crowd (реж. Элиа Казан)
- 1959 — Молодые филадельфийцы / The Young Philadelphians (реж. Винсент Шерман)
- 1964 — Моя прекрасная леди / My Fair Lady (реж. Джордж Кьюкор)
- 1968 — Смешная девчонка / Funny Girl (реж. Уильям Уайлер)
- 1969 — Хелло, Долли! / Hello, Dolly! (реж. Джин Келли)
- 1970 — Филин и кошечка / The Owl and the Pussycat (реж. Герберт Росс)
- 1970 — В ясный день увидишь вечность / On a Clear Day You Can See Forever (реж. Винсент Миннелли)

## Награды и номинации
- Премия «Оскар» за лучшую операторскую работу
  - Номинировался в 1944 году за фильм «Человеческая комедия»[5]
  - Лауреат 1946 года за фильм «Портрет Дориана Грея»[6]
  - Номинировался в 1950 году за фильм «Парочка Баркли с Бродвея[англ.]»[7]
  - Номинировался в 1952 году за фильм «Трамвай „Желание“»[8]
  - Номинировался в 1953 году за фильм «Ханс Кристиан Андерсен[англ.]»[9]
  - Номинировался в 1956 году за фильм «Парни и куколки»[10]
  - Номинировался в 1957 году за фильм «История Эдди Дучина[англ.]»[11]
  - Номинировался в 1959 году за фильм «Тётушка Мэйм[англ.]»[12]
  - Номинировался в 1960 году за фильм «Молодые филадельфийцы»[13]
  - Номинировался в 1962 году за фильм «Величие одного[англ.]»[14]
  - Номинировался в 1963 году за фильм «Цыганка[англ.]»[15]
  - Лауреат 1965 года за фильм «Моя прекрасная леди»[16]
  - Номинировался в 1969 году за фильм «Смешная девчонка»[17]
  - Номинировался в 1970 году за фильм «Хелло, Долли!»[18]

- Премия BAFTA за лучшую операторскую работу
  - Номинировался в 1970 году за фильм «Смешная девчонка»[19]
  - Номинировался в 1970 году за фильм «Хелло, Долли!»[19]